# 熊谷敬宥
熊谷 敬宥（くまがい たかひろ、1995年11月10日 - ）は、宮城県仙台市出身のプロ野球選手（内野手、外野手）。右投右打。阪神タイガース所属。

## 経歴

### プロ入り前
仙台市立南光台小学校2年時の冬に、友人の勧めで軟式野球をスタート。仙台市立南光台中学校在学中には、仙台東部シニアへ所属していた。
仙台育英高校への進学後に硬式野球部へ入部すると、2年時（2012年）夏の全国高等学校野球選手権大会から、春夏を通じて3季連続で甲子園球場の全国大会に出場した。3年時（2013年）には、春の第85回記念選抜高等学校野球大会で通算14打数2安打と振るわなかったものの、チームは準々決勝まで勝ち残った。夏の第95回全国高等学校野球選手権大会では、通算で8打数4安打を記録。浦和学院高校との1回戦では、同点で迎えた9回裏の打席でサヨナラ二塁打を打った。同校には、1学年上に松原聖弥、同学年に上林誠知、馬場皐輔、1学年下に梅津晃大、2学年下に平沢大河、佐藤世那、郡司裕也がいた。さらに、3年夏の選手権全国大会終了後に、U18野球日本代表へ選出。主に「2番・左翼手」として9試合に出場すると、打率.333（24打数8安打）、5盗塁という活躍で、代表チームの準優勝に貢献した。
立教大学への進学後は、2年春から東京六大学のリーグ戦に出場すると、3年春から「2番・遊撃手」に定着。在学中には、リーグ戦通算61試合の出場で、打率.220、1本塁打、12打点という成績を残した。主将に就任した4年時には、春季リーグ戦で盗塁王のタイトルを獲得したほか、リーグ戦と全日本大学野球選手権大会で優勝を経験。その一方で、夏に開催された日米大学野球とユニバーシアードには、日本代表の一員として出場している。
2017年のNPBドラフト会議で、阪神タイガースから3巡目で指名。契約金6000万円、年俸1000万円（年俸は推定）という条件で入団した。背番号は4で、仮契約の際に球団からスイッチヒッターへの転向を打診されたため、入団後は右投両打で登録された。ちなみに、仙台大学へ進んでいた馬場も阪神からの1巡目指名を受けて入団したため、仙台育英高校時代に続いてチームメイトになった。

### 阪神時代
2018年には、新人選手から馬場・島田海吏と共に、沖縄県宜野座村での一軍キャンプへ抜擢。キャンプの終盤から二軍に回ったが、3月9日には、登録を右投右打から右投両打に変更することがNPBから公示された。ウエスタン・リーグの公式戦では、開幕当初から二塁手や遊撃手として起用され、5月中旬までに42試合へ出場。打率こそ.214ながら、リーグトップの20盗塁を記録した。5月18日に初めて一軍昇格を果たすと、翌5月19日の対中日ドラゴンズ戦（ナゴヤドーム）8回表に、一塁走者・伊藤隼太の代走として一軍公式戦初出場・初盗塁を記録した。5月27日の対読売ジャイアンツ（巨人）戦（阪神甲子園球場）では、8回裏に代打で一軍初打席を迎えると、左腕投手の池田駿から右打席で初安打を記録。スタメンに起用された6月30日の対東京ヤクルトスワローズ戦では、第2打席に右打席からの右前適時打で一軍公式戦初打点、第4打席に左打席での初安打（右前適時打）を記録した。以降は、一軍と二軍を相次いで往復。一軍公式戦では、19試合の出場で打率.231、2打点、3盗塁を記録し、ウエスタン・リーグ公式戦では23盗塁（リーグ4位）を記録した。10月6日には、二軍のウエスタン・リーグ優勝で臨んだ巨人とのファーム日本選手権（KIRISHIMAサンマリンスタジアム）に、「9番・遊撃手」としてフル出場。3打数2安打1打点1得点1盗塁という活躍で、最優秀選手賞を受賞した。
2019年には、高知県安芸市での二軍春季キャンプ終了後に、両打ちから本来の右打ちへ専念することを表明。3月4日付で、登録を右投両打から右投右打に変更した。ウエスタン・リーグ公式戦には、チームトップ（リーグ2位）の114試合に出場。打率.234、2本塁打、43打点、17盗塁を記録したが、一軍公式戦への出場機会はなかった。レギュラーシーズンの終了後に参加したフェニックス・リーグからは、外野の守備にも取り組んだ。
2020年には、一軍公式戦38試合に出場。主に代走や内野の守備固めへ起用されながらも、打率.313（16打数5安打）、3盗塁という成績を残した。
2021年には、春季キャンプを二軍で過ごしながらも、実戦では打撃が好調。オープン戦の途中から一軍へ合流すると、内野手登録ながら外野の守備もこなせるユーティリティープレイヤーとして、開幕後初めて出場した3月28日の対ヤクルト戦（神宮）では、一軍の公式戦としては初めて、8回裏から外野手（右翼手）としてプレー。以降の公式戦では、勝負を左右する難しい局面から代走に起用されることが多く、盗塁の成功をきっかけに同点や決勝のホームを踏むシーンも相次いだ。
2022年は開幕から一軍スタートを果たす。4月21日の対横浜DeNAベイスターズ戦（横浜スタジアム）では、2020年以来545日ぶりにスタメン起用された。その後は主に勝負所での代走としての起用が目立った。6月11日の対オリックス・バファローズ戦（京セラドーム大阪）では、2-2で迎えた延長11回に無死で出塁した佐藤輝明の代走として起用されると、一死後に盗塁を敢行した。捕手の伏見寅威は二塁に送球したが、これが熊谷のヘルメットを直撃。軌道の変わったボールが外野に逸れる間に熊谷は一気にホームを陥れた。これが決勝点となり、プロ入り後初めてヒーローインタビューを受けた。6月26日の対中日ドラゴンズ戦（阪神甲子園球場）では、8回から代走で出場しそのまま守備に就いていたが、5-5で迎えた延長11回裏二死二・三塁の場面で回ってきた打席で山本拓実から中前サヨナラ打を放ち、チームを同一カード3連勝に導いた。その後も主に代走守備固めとして起用されていたが、8月8日に新型コロナウイルスへの感染が確認され、翌9日に一軍登録を抹消された。
2023年は、腰の張りで開幕一軍を逃したが、感染拡大防止特例2023（通称：特例2023）による代替選手として一軍に同行。発熱のため出場選手登録を外れた渡辺諒の代替選手として4月7日に出場選手登録されたが、4月13日に出場選手登録を抹消された。6月27日の対中日戦から再び一軍に昇格すると、その後は主に代走や守備固めとして出場。8月22日の対中日ドラゴンズ戦(京セラドーム大阪)では、1点ビハインドの7回に四球で出塁したヨハン・ミエセスの代走として起用されると、二死一塁から森下翔太の左中間への二塁打で熊谷は一塁から一気にホームへ生還した。その後チームは首位をキープし、リーグを制覇すると、SMBC日本シリーズ第1戦、対オリックス・バファローズ(京セラドーム大阪)では、8回に糸原健斗の代走として出場。チームの日本一に貢献した。
2024年はシーズンを通して一軍に帯同するも、出場は試合後半の守備固め・代走がほとんどで、32試合にとどまった。オフに150万円増の推定年俸1900万円で契約を更改した。
2025年は春季キャンプの二軍戦で走塁途中に下肢を痛めた。その後は別メニュー調整が続き、そのまま開幕は二軍スタートとなった。4月25日に一軍昇格を果たすと、6月5日の北海道日本ハムファイターズ戦（エスコンフィールドHOKKAIDO）にて自身約3年ぶりとなる先発出場を果たした。

## 選手としての特徴
手動計測ながら50m走で最速5秒8を記録したほどの俊足と、遠投115mを記録したほどの強肩の持ち主。内野の全ポジションを守れるほか、高校時代や阪神入団後の2021年以降は、公式戦で外野の守備にも就いている。俊足を褒め称える記事を書かれたこともある。
守備面では、遊撃での堅実な守備への評価が高い。阪神入団時の一軍コーチだった高代延博は、内野ゴロに対する熊谷の捕球体勢を「（現役時代に「遊撃守備の名手」と呼ばれた）井端弘和に匹敵するほど良い」と評している。
走塁と盗塁の上手さにも定評がある。盗塁に関しては、前述した俊足ならではのスピードに加えて、ベース際でのスライディングの強さを意識しているという。大学時代には、10～15試合に10個のペースで盗塁を成功させていた。
その一方で、東京六大学リーグ戦での通算打率が.220にとどまっていたため、阪神への入団当初は球団からの要望でスイッチヒッター（両打ち）に取り組んでいた。新たに取り組んだ左打席での打撃で土井正博や若松勉などの野球解説者から高い評価を得ていたものの、「（プロの世界で）生きていけるかと考えた時に、右打席に集中した方が自分のためになると思った」と明かし、2年目（2019年）の春季キャンプ後から右打ちに専念している。

## 人物
目標の選手は宮本慎也で、阪神への入団発表記者会見では、「守備からリズムを作って、攻撃に生かしていくプレースタイル」を目標に挙げた。
2022年11月30日、結婚したことを公表した。

## 詳細情報

### 年度別打撃成績
| 年 度     | 球 団     | 試 合 | 打 席 | 打 数 | 得 点 | 安 打 | 二 塁 打 | 三 塁 打 | 本 塁 打 | 塁 打 | 打 点 | 盗 塁 | 盗 塁 死 | 犠 打 | 犠 飛 | 四 球 | 敬 遠 | 死 球 | 三 振 | 併 殺 打 | 打 率 | 出 塁 率 | 長 打 率 | O P S |
| --------- | --------- | ----- | ----- | ----- | ----- | ----- | -------- | -------- | -------- | ----- | ----- | ----- | -------- | ----- | ----- | ----- | ----- | ----- | ----- | -------- | ----- | -------- | -------- | ----- |
| 2018      | 阪神      | 19    | 18    | 13    | 10    | 3     | 0        | 0        | 0        | 3     | 2     | 3     | 1        | 3     | 0     | 2     | 0     | 0     | 3     | 1        | .231  | .333     | .231     | .564  |
| 2020      | 阪神      | 38    | 17    | 16    | 6     | 5     | 2        | 0        | 0        | 7     | 3     | 3     | 2        | 0     | 0     | 1     | 0     | 0     | 5     | 0        | .313  | .353     | .438     | .790  |
| 2021      | 阪神      | 73    | 6     | 5     | 13    | 0     | 0        | 0        | 0        | 0     | 0     | 7     | 1        | 1     | 0     | 0     | 0     | 0     | 1     | 0        | .000  | .000     | .000     | .000  |
| 2022      | 阪神      | 63    | 52    | 45    | 8     | 7     | 0        | 0        | 0        | 7     | 3     | 7     | 5        | 6     | 1     | 0     | 0     | 0     | 10    | 0        | .156  | .152     | .156     | .308  |
| 2023      | 阪神      | 26    | 9     | 6     | 7     | 2     | 0        | 0        | 0        | 2     | 0     | 3     | 1        | 1     | 0     | 2     | 0     | 0     | 2     | 0        | .333  | .500     | .333     | .833  |
| 2024      | 阪神      | 32    | 9     | 8     | 2     | 1     | 0        | 0        | 0        | 1     | 0     | 1     | 1        | 1     | 0     | 0     | 0     | 0     | 2     | 0        | .125  | .125     | .125     | .250  |
| 通算：6年 | 通算：6年 | 251   | 111   | 93    | 46    | 18    | 2        | 0        | 0        | 20    | 8     | 24    | 11       | 12    | 1     | 5     | 0     | 0     | 23    | 1        | .194  | .232     | .215     | .447  |

- 2024年度シーズン終了時

### 年度別守備成績
| 年 度 | 球 団 | 二塁  | 二塁  | 二塁  | 二塁  | 二塁  | 二塁     | 三塁  | 三塁  | 三塁  | 三塁  | 三塁  | 三塁     | 遊撃  | 遊撃  | 遊撃  | 遊撃  | 遊撃  | 遊撃     | 外野  | 外野  | 外野  | 外野  | 外野  | 外野     |
| 年 度 | 球 団 | 試 合 | 刺 殺 | 補 殺 | 失 策 | 併 殺 | 守 備 率 | 試 合 | 刺 殺 | 補 殺 | 失 策 | 併 殺 | 守 備 率 | 試 合 | 刺 殺 | 補 殺 | 失 策 | 併 殺 | 守 備 率 | 試 合 | 刺 殺 | 補 殺 | 失 策 | 併 殺 | 守 備 率 |
| ----- | ----- | ----- | ----- | ----- | ----- | ----- | -------- | ----- | ----- | ----- | ----- | ----- | -------- | ----- | ----- | ----- | ----- | ----- | -------- | ----- | ----- | ----- | ----- | ----- | -------- |
| 2018  | 阪神  | 3     | 1     | 1     | 1     | 1     | .667     | -     | -     | -     | -     | -     | -        | 7     | 8     | 6     | 2     | 2     | .875     | -     | -     | -     | -     | -     | -        |
| 2020  | 阪神  | 7     | 5     | 8     | 1     | 1     | .929     | 12    | 4     | 3     | 1     | 0     | .875     | 7     | 1     | 8     | 1     | 2     | .900     | -     | -     | -     | -     | -     | -        |
| 2021  | 阪神  | 3     | 1     | 1     | 0     | 0     | 1.000    | 7     | 0     | 4     | 0     | 0     | 1.000    | -     | -     | -     | -     | -     | -        | 47    | 14    | 0     | 0     | 0     | 1.000    |
| 2022  | 阪神  | 19    | 16    | 14    | 0     | 2     | 1.000    | 31    | 5     | 7     | 1     | 1     | .923     | -     | -     | -     | -     | -     | -        | 9     | 0     | 0     | 0     | 0     | ----     |
| 2023  | 阪神  | -     | -     | -     | -     | -     | -        | 9     | 2     | 3     | 0     | 0     | 1.000    | -     | -     | -     | -     | -     | -        | 4     | 0     | 0     | 1     | 0     | .000     |
| 2024  | 阪神  | -     | -     | -     | -     | -     | -        | 16    | 2     | 2     | 0     | 0     | 1.000    | 3     | 2     | 5     | 0     | 1     | 1.000    | 1     | 1     | 0     | 0     | 0     | 1.000    |
| 通算  | 通算  | 32    | 23    | 24    | 2     | 4     | .959     | 75    | 13    | 19    | 2     | 1     | .941     | 17    | 11    | 19    | 3     | 5     | .909     | 61    | 15    | 0     | 1     | 0     | .938     |

- 2024年度シーズン終了時

### 記録
初記録
- 初出場：2018年5月19日、対中日ドラゴンズ10回戦（ナゴヤドーム）、8回表に原口文仁の代走として出場
- 初盗塁：同上、8回表に二盗（投手：鈴木博志・捕手：大野奨太）
- 初打席・初安打：2018年5月27日、対読売ジャイアンツ12回戦（阪神甲子園球場）、8回裏に池田駿から左前安打
- 初先発出場：2018年6月21日、対オリックス・バファローズ3回戦（阪神甲子園球場）、「2番・遊撃手」で先発出場
- 初打点：2018年6月30日、対東京ヤクルトスワローズ8回戦（明治神宮野球場）、2回表にデーブ・ハフから右前適時打

### 背番号
- 4（2018年[8] - ）